# Calidris bairdii
El correlimos de Baird (Calidris bairdii) es una especie de ave charadriforme de la familia Scolopacidae. Es una de las aves playeras más pequeñas. Es un correlimos separado en los Erolia.
Los adultos tienen patas negras y un pico oscuro y delgado. Son de color marrón oscuro en el dorso y blancos en el vientre. La cabeza y el pecho son de color marrón claro con rayas oscuras. En plumaje de invierno, esta especie es de gris café pálido encima. Esta ave puede ser difícil de distinguir de otras pequeñas aves playeras similares, que son conocidas colectivamente como "correlimos". 

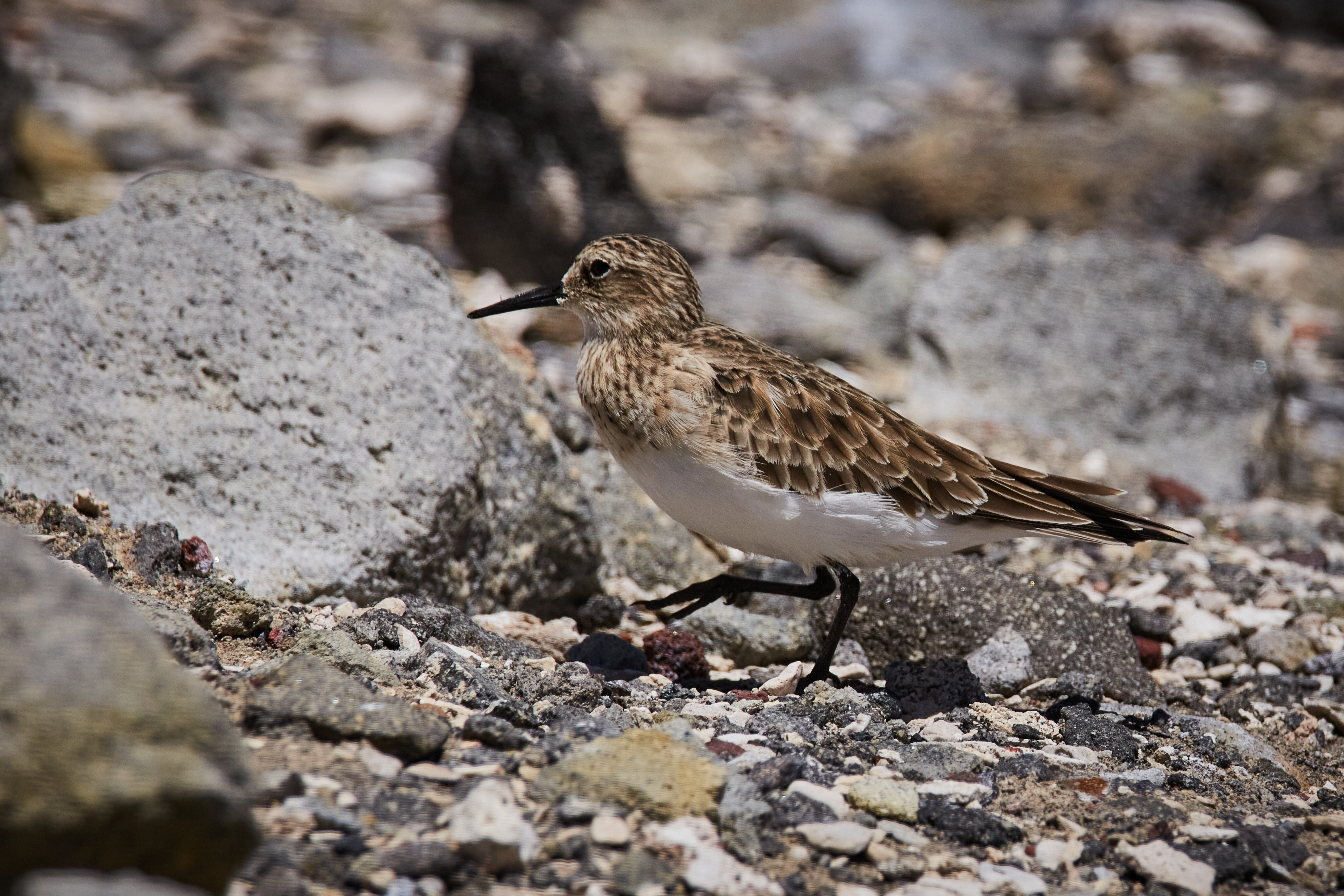
Calidris bairdii en la Reserva nacional de fauna andina Eduardo Abaroa, Bolivia.

Una de las mejores característicasde de identificación son sus largas alas, que se extienden más allá de la cola cuando el ave está en el suelo. Sólo el playero de anca blanca también muestra esto, y esta ave puede ser distinguida por la característica que le da su nombre.
Su hábitat de alimentación va desde el este de Siberia a Groenlandia occidental. Su nido esta en el suelo, generalmente en localizaciones secas y de vegetación. 

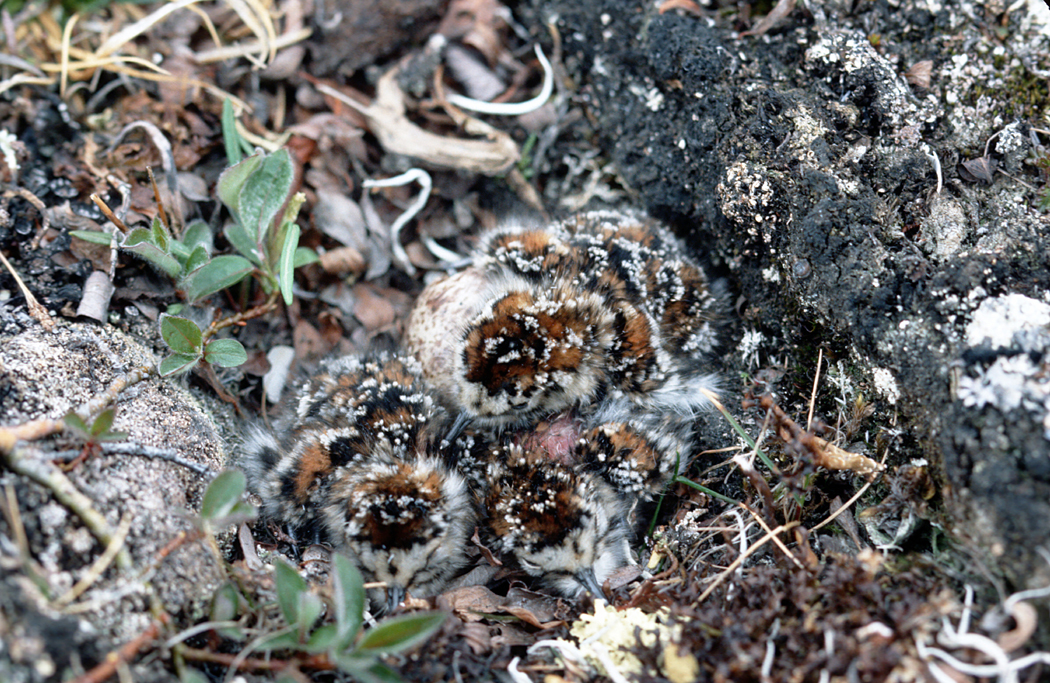
Polluelos en el suelo, camuflados.

Es un migrador de larga distancia, invernando en América del Sur. Esta especie es raro encontrarla en Europa occidental.
Estas aves se alimentan moviéndose en las marismas. Comen principalmente insectos pero también pequeños crustáceos.
Fue nombrada en honor de Spencer Fullerton Baird, un naturalista del siglo XIX. El correlimos de Baird puede hibridarse con el playero de pecho brillante.